# 길버트 제도

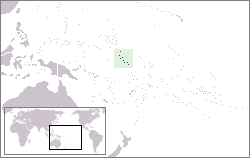
길버트 제도의 위치

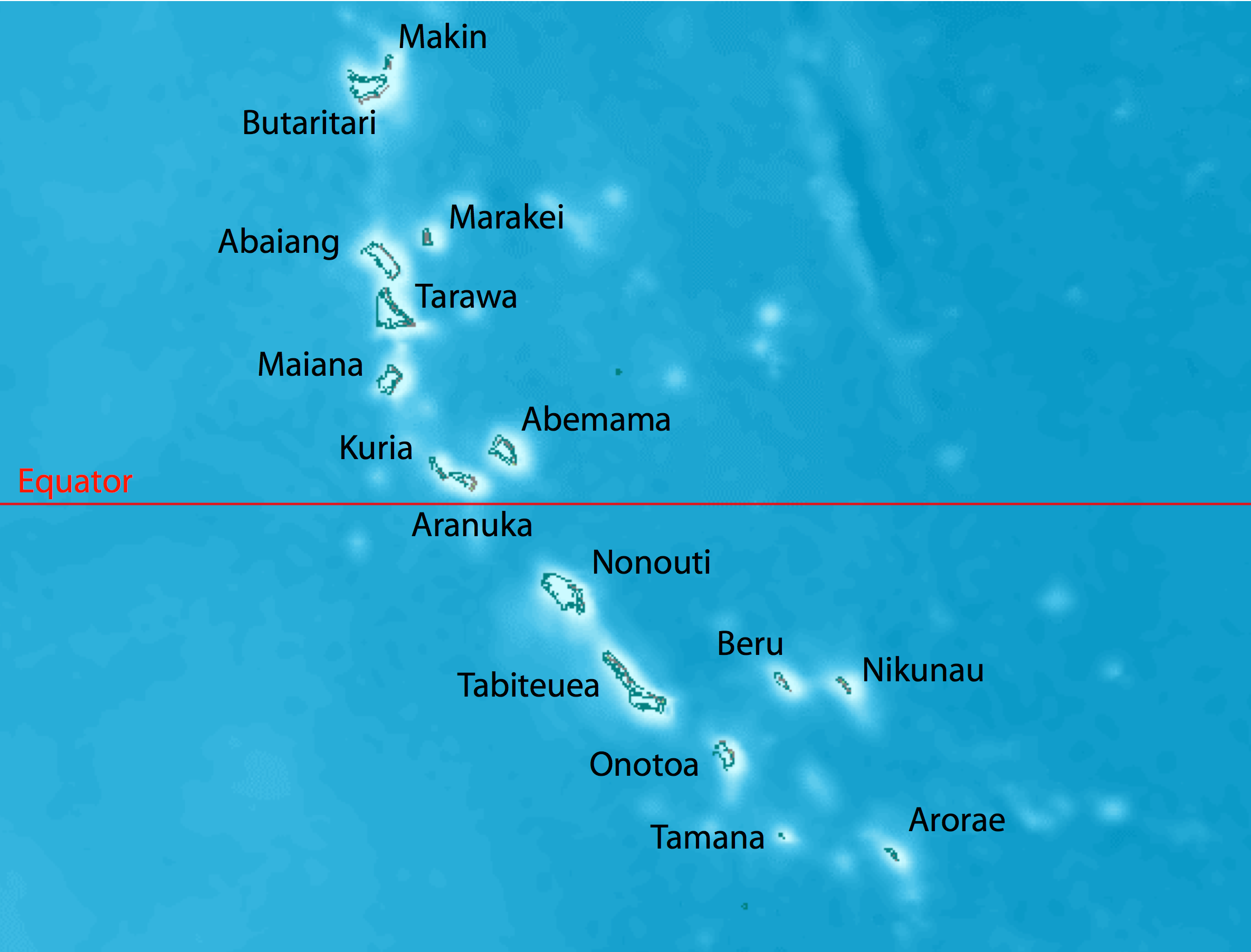
길버트 제도

길버트 제도(영어: Gilbert Islands, 키리바시어: Tungaru)는 태평양에 있는 키리바시의 군도이다. 키리바시 영토의 대부분을 차지하며 면적은 281.10km2, 인구는 83,382명(2005년 기준)이다. 키리바시의 수도인 사우스타라와(과거에는 타라와)가 위치하며 16개섬(아바이앙섬, 아베마마섬, 아라누카섬, 아로라에섬, 베루섬, 부타리타리섬, 쿠리아섬, 마이아나섬, 마킨섬, 마라케이섬, 니쿠나우섬, 노노우티섬, 오노토아섬, 타비테우에아섬, 타마나섬, 타라와섬)으로 나뉜다.